# Блюхер (броненосен крайцер)
 За едноименния кораб от 1937 г. вижте Блюхер (тежък крайцер, 1937).  
Блюхер (на немски: SMS Blücher) е броненосен крайцер, т. нар. „голям“ крайцер (на немски: Große Kreuzer), на Германския императорски военноморски флот от времето на Първата световна война.

## История на проекта
Проектът за броненосния крайцер „Блюхер“ е разработен от проектния департамент на главното управление на немския военноморски флот през периода 1904 – 1905 години.
Поради по-слабото, от строения едновременно с „Блюхер“ английски линеен крайцер „Инвинсибъл“ въоръжение, корабът е класифициран в литературата като броненосен крайцер и е своеобразен преходен тип от броненосните крайцери към линейните крайцери, който няма аналог в света. В германския флот и броненосните и линейните крайцери се класифицират като „голям крайцер“ (на немски: Großen Kreuzer).
Конструкцията на „Блюхер“ е оценена като достижение на немското корабостроене. В сравнение с предшественика му „Шарнхорст“ корабът е голяма крачка напред в развитието на корабостроенето, независимо че изглежда външно по-зле от него, той има по-съвършена система на брониране, по-добре разположени артилерия и машини.

## История на строителството
Корабът се строи според корабостроителната програма от 1906 година в държавната корабостроителница в Кил под индекса „Е“ (строителен номер – 33). Корабът е заложен на 21 февруари 1907 година, а към 1 октомври 1909 е готов за изпитания и предварително влиза в състава на флота. След края на изпитанията крайцера на 27 април 1910 г. влиза в състава на флота. Стойността на кораба е 28 532 000 марки.

## Конструкция

### Конструкция на корпуса и надстройките
Корпусът е разделен с водонепроницаеми прегради на 13 основни отсека. Двойното дъно има по 65% от дължината на „Блюхер“. Корпусът е изпълнен по смесената система на набор.
Няма таран, но форщевенът остава издаден. Средната надстройка на крайцера е премахната. Огромните мачти с марсове са премахнати, на тяхно място са установени кухи, тръбни. Броят на комините е намален от четири на два.
Корабът има един рул, добри мореходни качества, но имал склонност към килово и силно бордово люлеене. „Блюхер“ има плавен ход, добра маневреност, нормална циркулация, но тежко завива: след отклоняване на руля над 55° настъпва загуба на управляемост и крен до 10°. Метацентричната височина на корпуса на кораба е 1,63 м. Устойчивостта достига максимална стойност при 37° крен и е нулева при 79°.

### Въоръжение
Главният калибър са шест двуоръдейни кули с 210 мм оръдия: 2 кули на носа и кърмата по диаметралната плоскост и две кули в средата на кораба побордно. Ъгълът на вертикалното им насочване е от – 5° до + 30°. Оръдията имат максимална далечина на стрелбата на прицелния изстрел от 19 100 м, боезапасът им е 1020 снаряда. При подобно разположение на кулите в линеен бой могат да се използват само четири от шестте кули. В различните сектори на обстрел действат различен брой оръдия от главния калибър: сектор 0 – 30° – 6 оръдия; 30 – 150° – 8 оръдия; 150 – 180° – 6 оръдия.
Артилерията на средния калибър е от осем скорострелни оръдия 150 мм/45, нов модел. Към спомагателната артилерия се отнасят шестнадесет скорострелни 88 мм/45 оръдия, с боекомплект 200 изстрела на оръдие.
Торпедното въоръжение е от четири подводни торпедни апарата 450 мм: един на носа, два бордови и един на кърмата, с общ боекомплект от 11 торпеда.

### Конструктивна защита

#### Брониране
Бронирането на жизненоважните части на корпуса е от круповска броня. Дебелината на главния брониран пояс стига до 180 мм. Той изтънява по водолинията до 80 мм в носовата и кърмовата части; поставен е върху тикова подложка с дебелина 30 мм. Бронирането на цитаделата над главния броневи пояс в средната част на корпуса стига до 160 мм, при казематите е на 140 мм, напречните прегради в краищата на цитаделата са с 80 мм броня, палубата е с дебелина от 50 до 70 мм. Дебелината на бронята на кулите е 180 мм, на покривите им 80 мм. Стените на предната бойна рубка са с дебелина 250 мм, покрив от 80 мм, на задната – 140 и 30 мм съответно.

#### Противоторпедна защита
На „Блюхер“ за първи път е постановена противоторпедна защита във вид на надлъжен, по цялата дължина на цитаделата, противоторпеден отсек с брониране от 35 мм. Също така по проект крайцера има възможност за поставяне на противоторпедни мрежи, по-късно свалени.

### Силова установка
Енергитичната установка се състои от пет главни котелни отделения, разположени в един ешелон (всичко 18 котела тип „Шулц-Торникрофт“), с двустранно подгряване и площ на нагрев от 7638 m2, даващи налягане на парата от 16 кгс/sm².
Мощността на парната машинна установка сравнено с „Шарнхорст“ е увеличена с 30%. Това на свой ред увеличава скоростта на крайцера с 1,5 възела. В трите машинни отделения са поставени по една вертикална четирицилиндрова парна бутална машина с тройно разширение, задвижващи три вала с четирилопастни гребни винта. Средният винт има диаметър 5,3 м, а двата крайни – 5,6 м.
Номиналната проектна мощност е 32 000 к.с. или 1,83 к.с./тон пълна водоизместимост, което при честота на въртене на гребните валове от 122 мин -1 позволява на кораба да развива скорост от 24,5 възела. При изпитанията на Нейкругската мерна миля парните машини развиват форсирана мощност от 38 323 к.с., позволяващи при 123 мин -1 да се развие скорост от 24,5 възела.
Далечината на плаване на „Блюхер“ достига 6600 морски мили при скорост 12 възела или 3520 морски мили при скорост 18 възела. Нормалния запас въглища е 900 тона, пълният – 2510 т. Електроенергията на кораба се осигурява от шест турбогенератора с обща мощност 1000 кВт⋅ч и напрежение 225 волта.

### Екипаж
Екипажът на кораба е от 853 души (вкл. 41 офицера): в сражението при Догер банк (1915) – 1028. Като флагмански кораб, крайцерът има увеличен със 76 души (вкл. 41 офицера) екипаж.

## Гибел
На 24 януари 1915 г. „Блюхер“ потъва в сражението при Догер банк (1915). 23 от 29 офицерa и 724 от 999 матроса и старшини на кораба загиват с него. От екипажа на „Блюхер“ 281 души са спасени от екипажите на английските разрушители. Двадесет и един от екипажа, включително и командира, умират в плен от рани или болест. Общите загуби на екипажа са 768 души.

## Оценка на проекта
|                                           | „Цукуба“           | „Минотавър“           | „Шарнхорст“         | „Рюрик II“        | „Тенеси“           | „Блюхер“            | „Инвинсибъл“   | „Пиза“            |
| ----------------------------------------- | ------------------ | --------------------- | ------------------- | ----------------- | ------------------ | ------------------- | -------------- | ----------------- |
| Заложен                                   | 1905               | 1905                  | 1905                | 1905              | 1903               | 1907                | 1905           | 1905              |
| Влиза в строй                             | 1907               | 1908                  | 1907                | 1908              | 1906               | 1909                | 1908           | 1909              |
| Размери, м (Д×Ш×Г)                        | 137,1×23×8         | 158,2×22,7×7,91       | 144,6×21,6×8,17     | 161,2×22,86×7,92  | 153,8×22,2×7,62    | 161,8×24,5×8,56     | 172,8×24×8,13  | 140,5×21,0×7,1    |
| Водоизместимост нормална                  | 13 750 т           | 14 595 ts             | 11 616 t            | 15 170 t          | 14 500 ts          | 15 842 t            | 18 200 ts      | 9832 t            |
| Пълна                                     | 15 400 t           | 16 085 ts             | 12 985 t            | 18 500 t          | 15 715 ts          | 17 500 t            | 20 730 ts      | 10 600 t          |
| Силова установка                          |                    |                       |                     |                   |                    |                     |                |                   |
| Мощност номинална, к.с. (скорост, възела) | 20 500 (20,5)      | 27 000 (23)           | 26 000 (22,5)       | 19 700 (21)       | 27 500 (22)        | 32 000 (24,5)       | 41 000 (25)    | 20 000 (23)       |
| Максимална, к.с. (скорост, възела)        | 20 736 (20,5)      |                       | 28 783 (23,6)       | 20 580 (21,43)    |                    | 38 323 (25,4)       | 46 500 (26,64) | 20 808 (23,47)    |
| Далечина на плаване, мили (при, възела)   |                    | 2920 (20,5) 8150 (10) | 4800 (14) 5120 (12) |                   | 6500 (10)          | 3520 (18) 6600 (12) | 2300 (23)      | 2500 (12)         |
| Брониране                                 |                    |                       |                     |                   |                    |                     |                |                   |
| Борд                                      | 178                | 152                   | 150                 | 152               | 127                | 180                 | 152            | 200               |
| Палуба                                    | 76                 | 38                    | 60                  | 38 + 25           | 76                 | 70                  | 65             | 130               |
| Кули                                      | 178                | 203                   | 170                 | 203               | 229                | 180                 | 178            | 180               |
| Въоръжение                                | 4×305 mm 12×152 mm | 4×234 mm 10×190 mm    | 8×210 mm 6×150 mm   | 4×254 mm 8×203 mm | 4×254 mm 16×152 mm | 12×210 mm 8×150 mm  | 8×305 mm       | 4×254 mm 8×190 mm |

### Коментари към таблицата
1. ↑  на скосовете 102 мм
2. ↑  по други данни 50 мм

## Коментари
1. ↑  Акронимът „SMS“ – е от на немски: Seiner Majestat Schiff – Кораб на Негово Величество.